# Греймут
Греймут (англ. Greymouth) — місто в Новій Зеландії, адміністративний центр регіону Вест-Кост.

## Географія
Греймут розташовується на західному березі Південного острова у центральній частині провінції Вест-Кост.

### Клімат
Місто знаходиться у зоні, котра характеризується морським кліматом. Найтепліший місяць — лютий із середньою температурою 16.4 °C (61.5 °F). Найхолодніший місяць — липень, із середньою температурою 8.1 °С (46.6 °F).
| Клімат Греймута         | Клімат Греймута | Клімат Греймута | Клімат Греймута | Клімат Греймута | Клімат Греймута | Клімат Греймута | Клімат Греймута | Клімат Греймута | Клімат Греймута | Клімат Греймута | Клімат Греймута | Клімат Греймута | Клімат Греймута |
| Показник                | Січ.            | Лют.            | Бер.            | Квіт.           | Трав.           | Черв.           | Лип.            | Серп.           | Вер.            | Жовт.           | Лист.           | Груд.           | Рік             |
| Абсолютний максимум, °C | 28,8            | 29,7            | 27,1            | 25              | 21,8            | 18              | 17,9            | 19,3            | 22,3            | 22,5            | 26,5            | 28,8            | 29,7            |
| Середній максимум, °C   | 19,8            | 20,1            | 18,9            | 16,7            | 14,5            | 12,5            | 12,1            | 12,8            | 14,1            | 15,1            | 16,5            | 18,2            | 15,9            |
| Середня температура, °C | 16,1            | 16,4            | 14,9            | 12,9            | 10,8            | 8,8             | 8,1             | 8,9             | 10,3            | 11,6            | 13              | 14,7            | 12,2            |
| Середній мінімум, °C    | 12,4            | 12,6            | 11              | 9               | 7,1             | 5,1             | 4,1             | 5,1             | 6,6             | 8               | 9,5             | 11,2            | 8,5             |
| Норма опадів, мм        | 210             | 190             | 180             | 190             | 200             | 200             | 190             | 210             | 180             | 240             | 210             | 220             | 2460            |
| Днів з дощем            | 15,4            | 12,9            | 15              | 16,5            | 17,1            | 16,6            | 16              | 18              | 19,3            | 20,5            | 18,2            | 18              | 203,5           |
| Вологість повітря, %    | 81              | 84              | 84              | 84              | 84              | 84              | 83              | 83              | 82              | 82              | 81              | 82              | 83              |
| ----------------------- | --------------- | --------------- | --------------- | --------------- | --------------- | --------------- | --------------- | --------------- | --------------- | --------------- | --------------- | --------------- | --------------- |
| Джерело: Weatherbase    |                 |                 |                 |                 |                 |                 |                 |                 |                 |                 |                 |                 |                 |